# 基爾達尼 (奧夫魯奇區)
51°20′44″N 28°47′18″E / 51.34556°N 28.78833°E
基爾達尼（烏克蘭語：Кирдани），是烏克蘭北部的村莊，隸屬日托米爾州的科羅斯滕區。該村面積98.64平方公里，海拔高度169米，2001年人口1,123，人口密度每平方公里11.39人。